# Corydalis curviflora
Corydalis curviflora là một loài thực vật có hoa trong họ Anh túc. Loài này được Maxim. ex Hemsl. mô tả khoa học đầu tiên năm 1889.